# سلارت

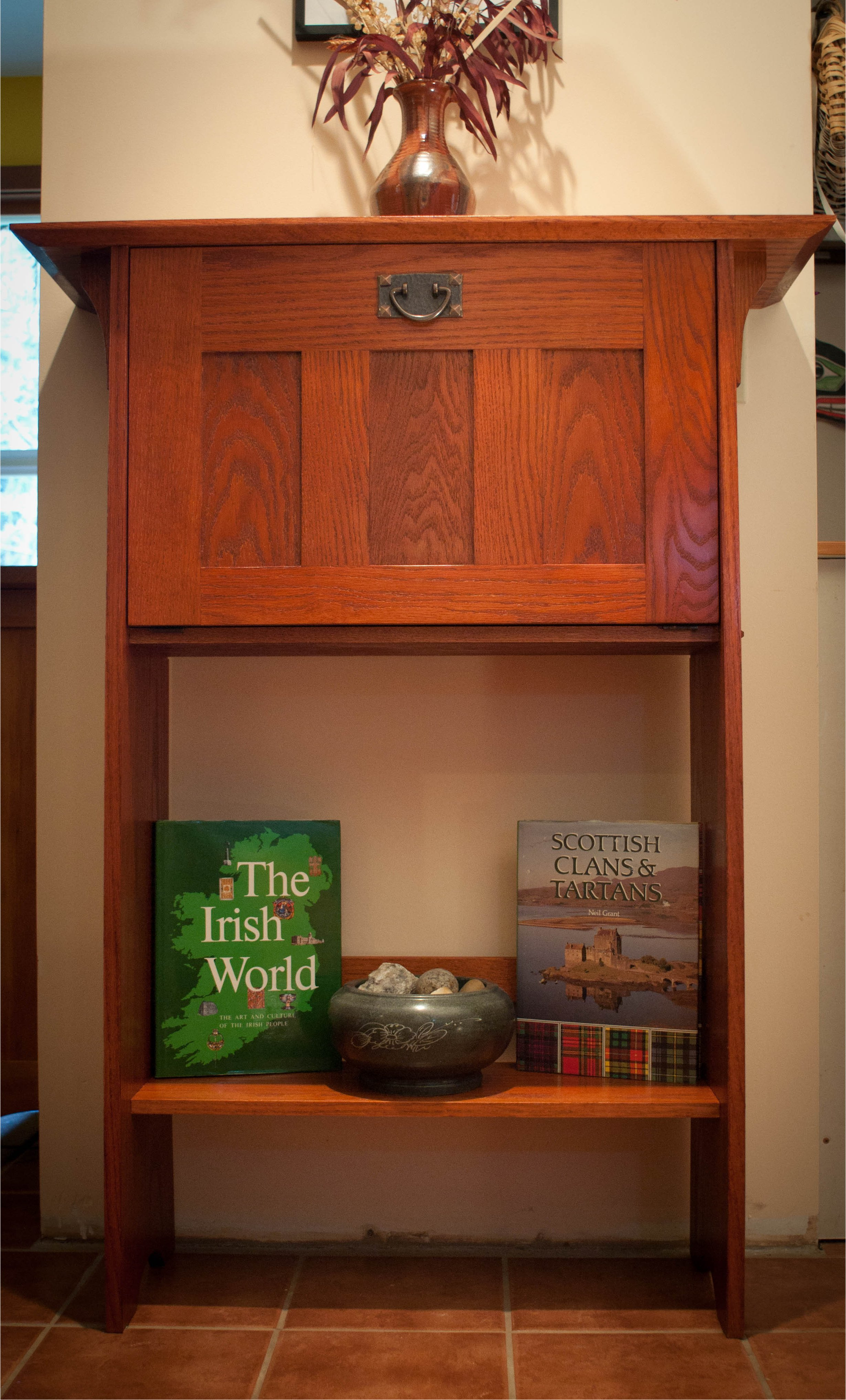
انباری مدرن، ساخته شده در سال ۲۰۰۹

سلارت (به انگلیسی: Cellarette) یا کَلارت یک کابینت کوچک مبلمانی است که در اندازه‌ها، شکل‌ها و طرح‌های مختلف موجود است و برای نگهداری بطری‌های نوشیدنی‌های الکلی مانند شراب یا ویسکی استفاده می‌شود. آن‌ها معمولاً دارای نوعی امنیت مانند قفل برای محافظت از محتویات هستند. چنین ظروف چوبی برای نوشیدنی‌های الکلی در اوایل قرن پانزدهم در اروپا ظاهر شدند. آن‌ها ابتدا در اوایل قرن هجدهم در آمریکا ظاهر شدند و در طول قرن نوزدهم محبوب بودند. آن‌ها معمولاً از چوب تزئینی ساخته می‌شدند و گاهی اوقات طرح‌های خاصی داشتند تا از دید ناظران عادی پنهان بمانند. آن‌ها در میخانه‌ها، میخانه‌ها و خانه‌های ثروتمندان یافت می‌شدند.

## نگارخانه

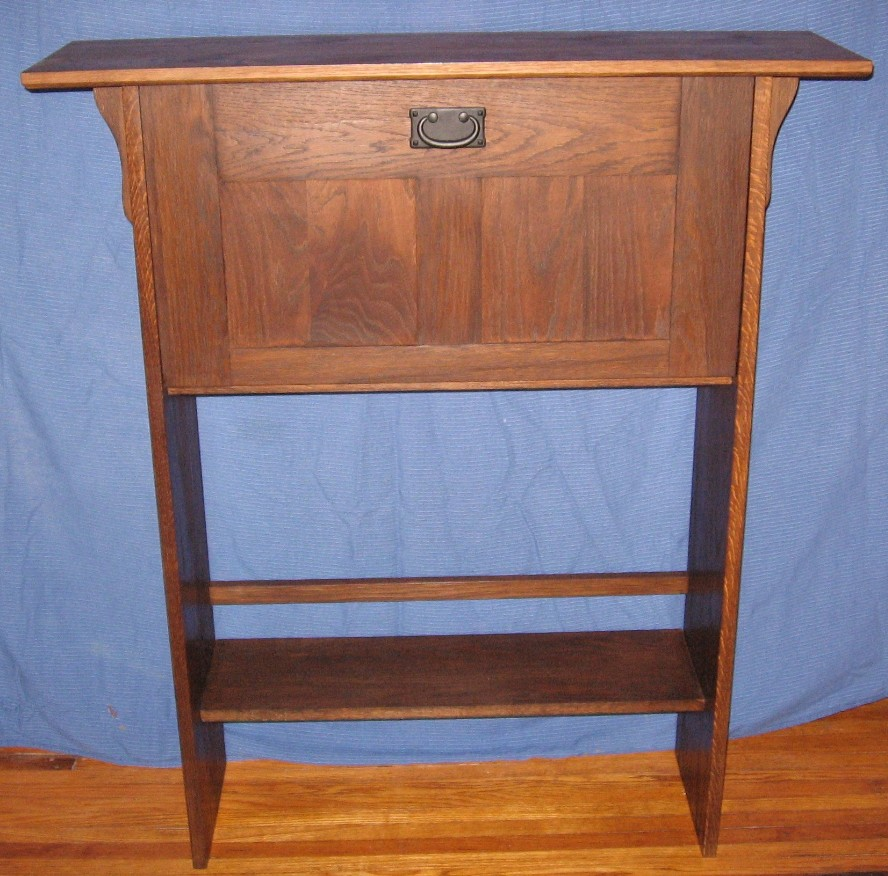
Mission style cellarette, built in 2007
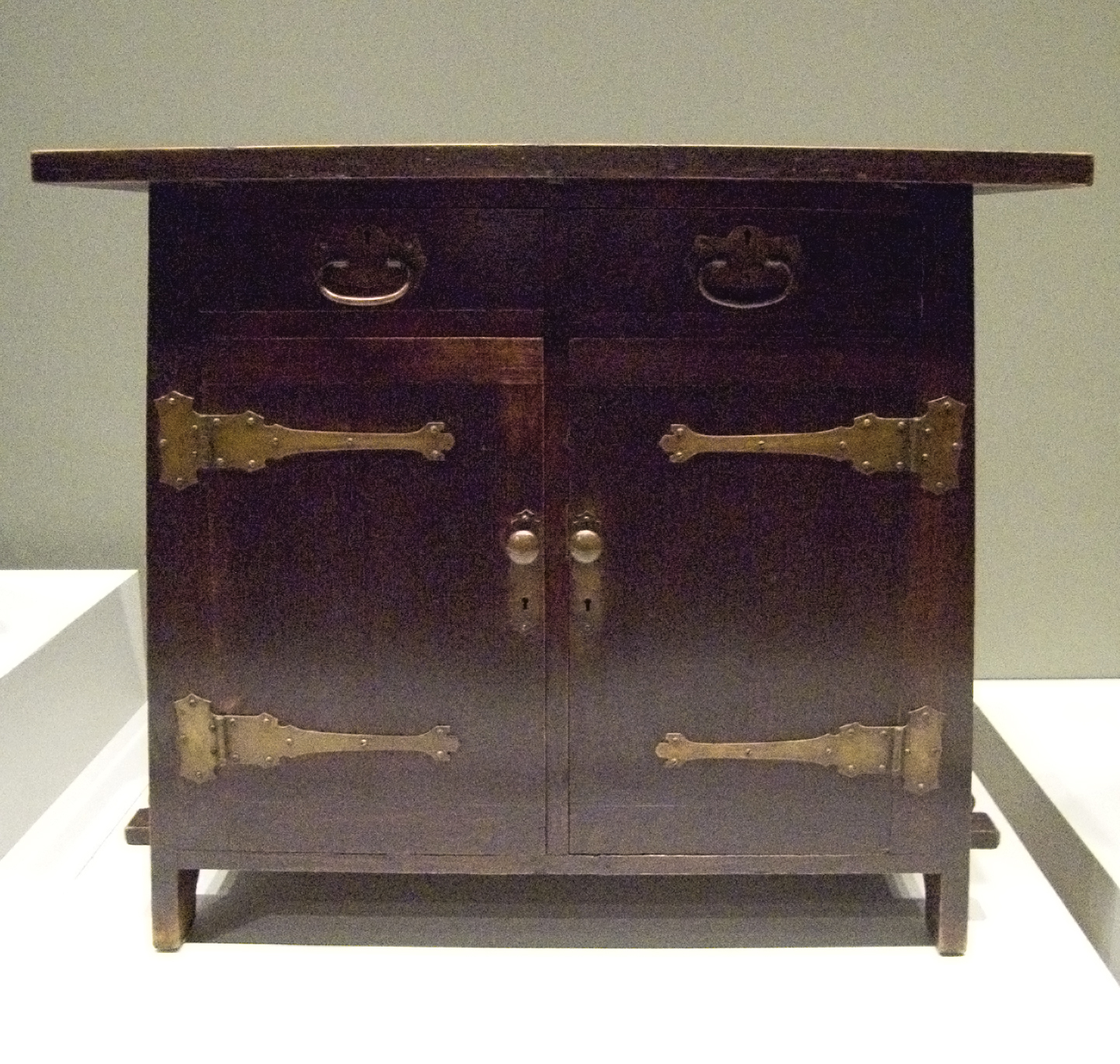
Cellarette at the de Young's International Arts & Crafts exhibition
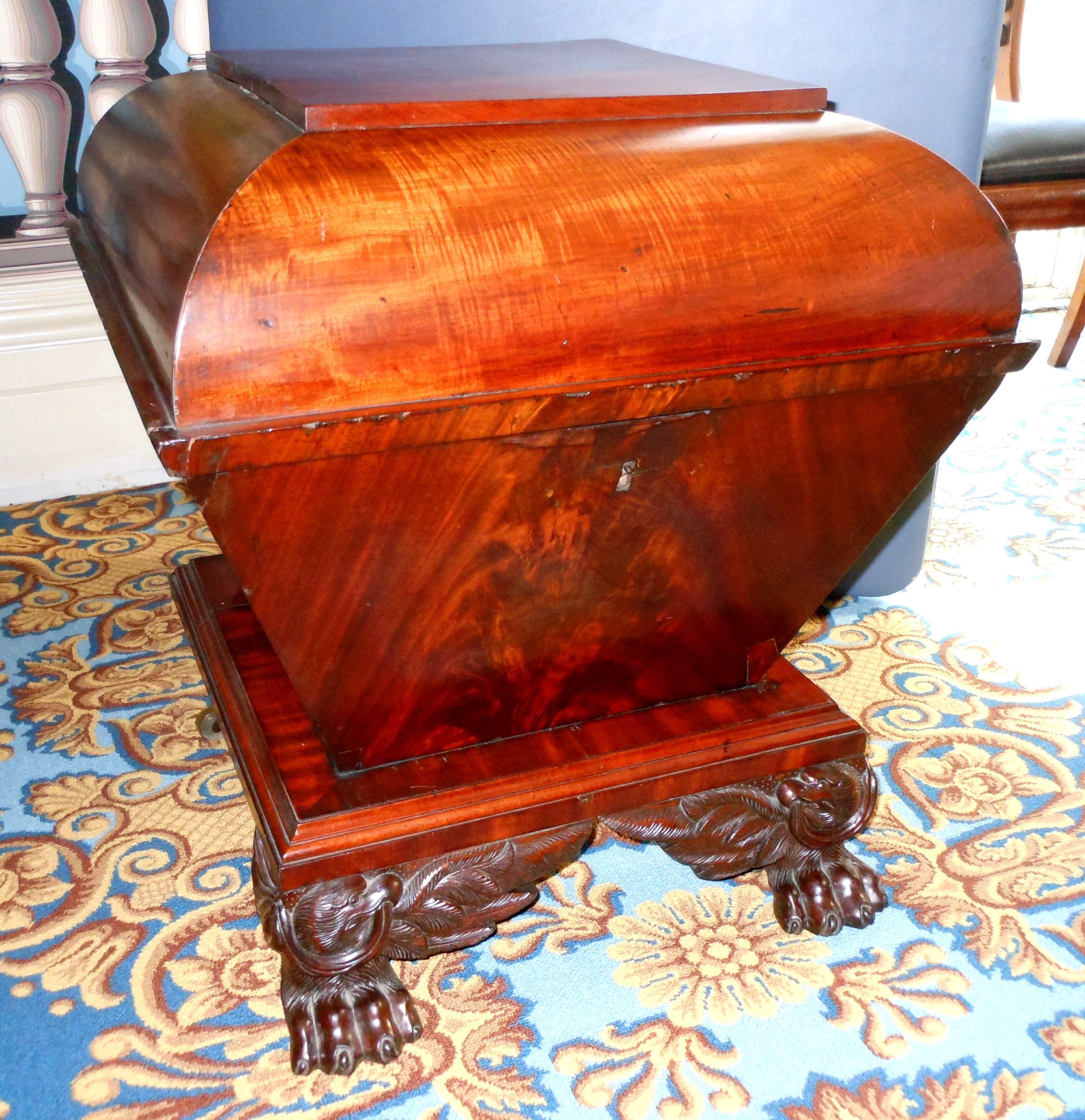
Antique cellarette - "sarcophagus" style located at Lanier Mansion in Madison, Ind.
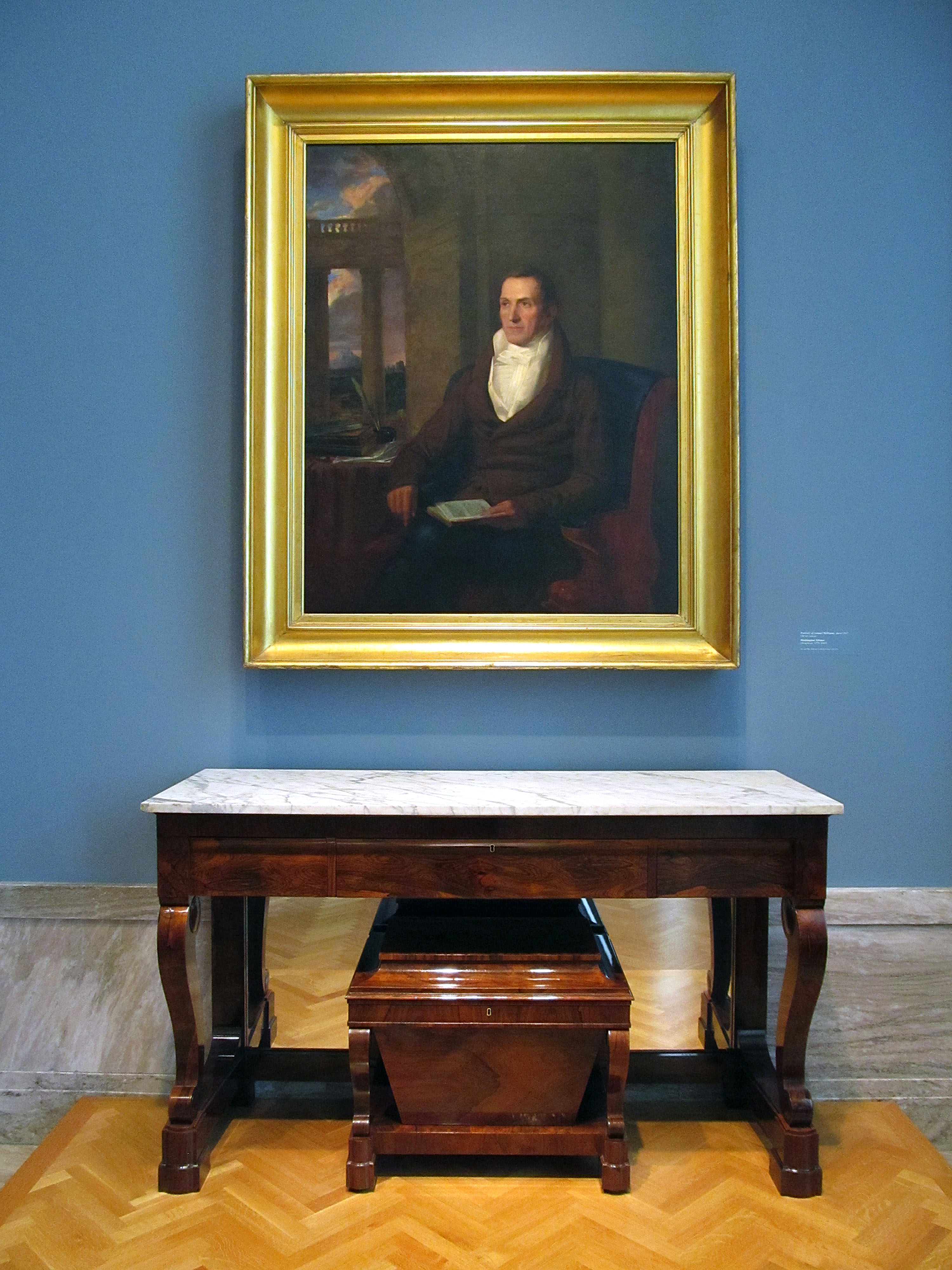
Sideboard, Cellarette, and Painting Cleveland Museum of Art - Gallery 205